# Eublemma keyserlingi
Eublemma keyserlingi is een vlinder van de familie van de spinneruilen (Erebidae). De wetenschappelijke naam van deze soort werd voor het eerst voorgesteld als Thalpochares keyserlingi door Theophil Joachim Heinrich Bienert in een publicatie uit 1870.
De soort komt voor in Iran.